# Palestina (Perú)

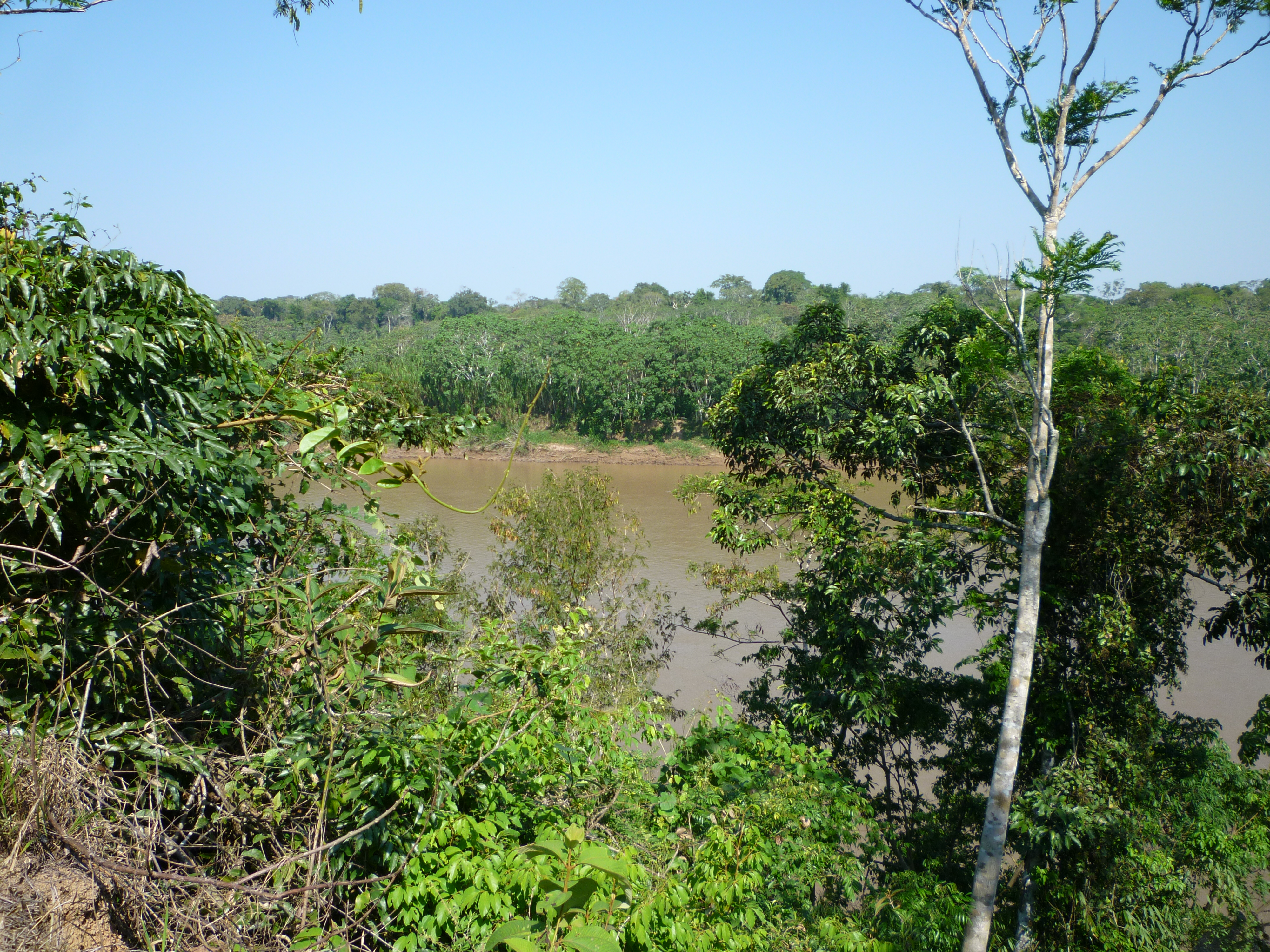
Río Tambopata

Palestina es un pueblo ubicado en la provincia de Purus, en el Departamento del Ucayali, en el Perú.

## Historia
Palestina era un campo donde se criaban vacas y las personas vivían en sus chacras. Un día vino el alcalde a visitar y llamó a una reunión. Dijo en la reunión: «¿Por qué ustedes viven en sus chacras? Si ustedes vienen a vivir en este pueblo yo les voy a apoyar construyéndoles sus casas». Así fue como en el año 1994 se formó Palestina.

## Agricultura
Además de la cría de ganado, en Palestina se cosechan cereales como arroz y maíz, y una gran variedad de frutas: piña, plátano, coco, cocona, limón, naranja, pijuayo, granadilla y mandarina.

## Costumbres
En el pueblo se celebran algunas fiestas nacionales: Día de la madre, Día del padre y Día del trabajador. También se acostumbra celebrar el aniversario  de la fundación del pueblo, de la iglesia cada 12 de noviembre y los cumpleaños. Además se celebran fiestas de cosecha: la cosecha de sandía, la siembra de sandía, la siembra de caywa, y la cosecha de arroz pasando un año.

## Documental
Un documental con este pueblo ha sido creado bajo el nombre de Web, en cooperación entre la Fundación Wikimedia y la organización sin fines de lucro A Human Right. El cofundador de Wikipedia, Jimmy Wales hace una aparición en dicho documental. En él se describe el impacto del proyecto internacional Una laptop por niño, incluyendo el mostrarles a los niños en su escuela como escribir el artículo de su pueblo en Wikipedia, aquí mismo redactado. Un segmento corto de este documental está disponible en YouTube.